# Cheilodipterus artus
Cheilodipterus artus är en fiskart som beskrevs av Smith, 1961. Cheilodipterus artus ingår i släktet Cheilodipterus och familjen Apogonidae. Inga underarter finns listade i Catalogue of Life.